# Back to God's Country (pel·lícula de 1919)
Back to God's Country (lit. "Retorn al País de Déu") és una pel·lícula dramàtica muda canadenca de 1919 dirigida per David Hartford. Va ser protagonitzada i coescrita per l'actriu Nell Shipman, que havia protagonitzat God's Country and the Woman de Vitagraph Studios tres anys abans, i produïda per ella i el seu marit, Ernest Shipman. Amb un pressupost estimat de més de 67.000 dòlars, va ser la pel·lícula muda més reeixida de la història canadenca. L'obra està basada en el conte Whapi, the Walrus de James Oliver Curwood, que també va rebre el títol de Back to God's Country.

## Argument
Dolores LeBeau (Nell Shipman) és una dona que viu amb el seu pare, Baptiste LeBeau (Ralph Laidlaw) en plena natura al Canadà. S'enamora de Peter Burke (Wheeler Oakman), un funcionari del govern que també és escriptor. Un dia, Dolores és atrapada per Rydal (Wellington Playter), un presoner fugit que intenta violar-la i que mata Baptiste quan aquest intervé per evitar-ho. Quan es casa amb Peter, el jove matrimoni inicia un viatge per l'Àrtida en una goleta balenera capitanejada per Mountie; però aquest resulta ser Rydal disfressat. El criminal reté la parella a bord i intenta violar l'horroritzada Dolores novament després de ferir greument Peter, tot i que planeja assassinar-lo per poder-se quedar la noia.
Tot i així, l'astúcia i l'enginy de la dona i l'ajuda dels seus amics animals els salvaran de la situació. Dolores aprofita el fet que el vaixell s'ha quedat atrapat en el gel per escapar amb en Peter en un trineu amb gossos, però són perseguits per Rydal i el seu còmplice Blake (Charles Arling) a través d'un paisatge cobert de neu amb un altre trineu tirat per gossos. Wapi, un gran danès ferotge de qui ella es va fer amiga durant el captiveri i a qui va salvar del seu cruel amo, acaba atacant els gossos de trineu de Rydal i rescatant, així, la parella. Rydal mor en un forat de gel, i Dolores i Peter tornen al "País de Déu".

## Repartiment
- Nell Shipman com a Dolores LeBeau
- Wheeler Oakman com a Peter Burke, marit de Dolores
- Wellington A. Playter com a Rydal
- Charles Arling com a 'Sealskin' Blake
- Roy Laidlaw com a Baptiste LeBeau, pare de Dolores
- Ronald Byram com a Peter Burke (càsting original)
- William Colvin com a Mountie
- Kewpie Morgan
- Charles B. Murphy

## Producció
El 1918, Nell i Ernest Shipman van crear una productora, Shipman-Curwood Producing Company, per a produir Back to God's Country, tot i que aquesta va ser l'única pel·lícula que la companyia va produir. El rodatge va tenir lloc a prop del llac Lesser Slave, a Alberta.
La història de Curwood va ser adaptada a la pantalla per la mateixa Nell. Va canviar el protagonisme del gran danès del text original pel de Dolores, la protagonista femenina de la pel·lícula. L'actriu també va donar forma al seu personatge com a heroïna d'acció valenta que salva el seu marit en comptes de la damisela en perill del text original. Curwood estava enfurismat amb ella, però comercialment la pel·lícula va tenir un gran èxit, que va aconseguir un benefici del 300 % i va recaptar un milió i mig de dòlars.

## Transcendència
L'obra és notable per les seves escenes plenes de naturalisme, com les protagonitzades per Nell Shipman en què apareix interactuant amb un os en el seu entorn natural. Amb la seva actuació en aquesta pel·lícula, l'actriu va ser una de les primeres dones a fer una escena de nu en una pel·lícula; motivada per un sentit estètic, va triar aparèixer al natural banyant-se en una cascada. També es tracta de la primera pel·lícula canadenca escrita per una dona de què es té constància.
Es va projectar al Festival Internacional de Cinema de Toronto de 1984 com a part de Front & Centre, un programa especial de retrospectiva de pel·lícules artísticament i culturalment significatives de tota la història del cinema canadenc, i més tard també el 2003.
La pel·lícula ha estat versionada dues vegades per Hollywood: la primera, el 1927, un llargmetratge mut dirigit per Irvin Willat i protagonitzat per l'actriu francesa Renée Adorée, i la segona el 1953, una cinta dirigida per Joseph Pevney i protagonitzada per Rock Hudson amb l'actriu Marcia Henderson en el paper de Dolores.
Es creia que la versió original de Back to God's Country s'havia perdut. Tanmateix, es va trobar una còpia de la pel·lícula original a Europa, que va ser restaurada el 1985 i reestrenada. Una còpia de la pel·lícula es troba a l'arxiu de pel·lícules de la Biblioteca del Congrés dels Estats Units, i ha estat comercialitzada en DVD per Milestone Films.